# Кэстлин, Кристи
Кристи Кэстлин (англ. Kristi Castlin; род. 7 июля 1988, Атланта, Джорджия, США) — американская легкоатлетка, специализирующаяся в беге на 100 метров с барьерами. Бронзовый призёр Олимпийских игр 2016 года. Чемпионка США (2012).

## Биография
Родилась и выросла в Атланте. Когда Кристи было 12 лет, её отца убили во время попытки ограбления отеля, где он работал (убийцу нашли лишь спустя 14 лет). Лёгкой атлетикой начала заниматься в школе, где и проявился её талант в барьерном беге. Она установила рекорд штата на 100 метров с барьерами, привлекла внимание специалистов, после чего без проблем получила спортивную стипендию в Политехническом университете Виргинии.
В 2007 году установила юниорский рекорд США (12,91) и стала победительницей Панамериканского юниорского чемпионата с рекордом соревнований (13,02).
После окончания университета в 2010 году получила степень бакалавра наук в области политологии и государственного права.
На чемпионате США в помещении 2012 года победила со вторым результатом сезона в мире в беге на 60 м с барьерами — 7,84. Однако на зимнем чемпионате мира Кристи выбыла уже после предварительных забегов. Из-за эха во время старта ей ошибочно показалось, что был сигнал о фальстарте, и поэтому остановилась перед первым барьером.
Дважды становилась совладельцем высшего мирового достижения в эстафете 4×100 метров с барьерами (в 2013 году — 50,78, в 2015-м — 50,50).
На отборочном олимпийском турнире 2016 года заняла второе место с личным рекордом 12,50 и завоевала путёвку в Рио-де-Жанейро. Свой успех Кэстлин посвятила жертвам массового убийства в 2007 году в родном Виргинском университете (в тот момент она заканчивала первый год обучения).
На Олимпийских играх 2016 года завоевала бронзовую медаль, уступив только своим соотечественницам Брианне Роллинс и Ние Али.
Тренируется под руководством известного специалиста Лоуренса «Буги» Джонсона из Университета Клемсона.

## Основные результаты
| Год  | Турнир                                  | Место проведения         | Дисциплина | Место | Результат |
| ---- | --------------------------------------- | ------------------------ | ---------- | ----- | --------- |
| 2007 | Панамериканский чемпионат среди юниоров | Сан-Паулу, Бразилия      | 100 м с/б  | 1-е   | 13,02     |
| 2012 | Чемпионат мира в помещении              | Стамбул, Турция          | 60 м с/б   | —     | DNF       |
| 2016 | Олимпийские игры                        | Рио-де-Жанейро, Бразилия | 100 м с/б  | 3-е   | 12,61     |